# うしかい座ラムダ星
うしかい座λ星は、うしかい座の恒星で4等星。
この星は化学組成が特異であり、外層のクロム、バリウム、ニッケル、チタンなどの金属量が太陽に比べて1/10程度と少ない。このような星は珍しく、うしかい座λ型星と呼ばれており、50星ほどが知られている。

## 名称
古代中国の天文学では、天球を天の北極を中心に3つの天区に分けた「三垣（さんえん）」の1つ「紫微垣（しびえん）」の中にある星官の「玄戈 (Xuange) 」とされた。玄戈とは、天軍の武器の一つである矛のことで、「玄」は「天」と同じ意味である。2017年6月30日、国際天文学連合の恒星の命名に関するワーキンググループ (Working Group on Star Names, WGSN) は、うしかい座λ星の固有名として、Xuange を正式に承認した。